# Dorfkirche Potzlow

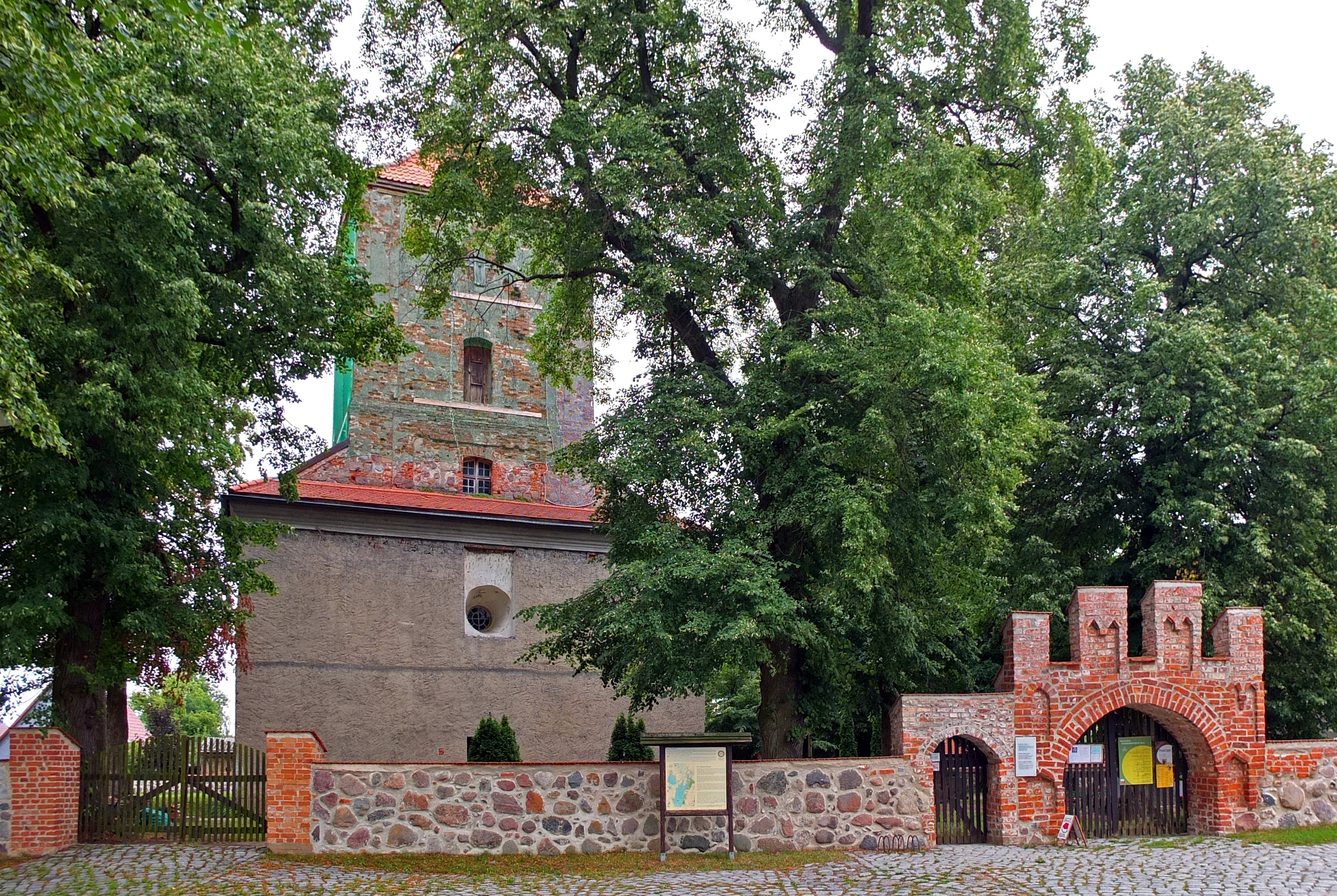
Dorfkirche Potzlow

Die evangelische, denkmalgeschützte Dorfkirche Potzlow steht in Potzlow, einem Ortsteil der Gemeinde Oberuckersee im Landkreis Uckermark von Brandenburg. Die Kirche gehört zur Kirchengemeinde Potzlow-Lindenhagen im Kirchenkreis Uckermark der Evangelischen Kirche Berlin-Brandenburg-schlesische Oberlausitz.

## Beschreibung
Die Feldsteinkirche aus einem Langhaus und einem etwas breiteren Kirchturm im Westen wurde am Ende des 13. Jahrhunderts gebaut und nach einem Brand 1760 umfassend erneuert. Das Erdgeschoss des Langhauses wurde mit schmaleren quadratischen Geschossen aus verputzten Backsteinen aufgestockt und mit einem Pyramidendach bedeckt.
Der Innenraum ist mit einer Flachdecke überspannt. Zur Kirchenausstattung gehört ein um 1800 errichteter Kanzelaltar, dessen Altarretabel sich zwischen kannelierten Pilastern befindet. Die Orgel auf der Empore im Westen wurde 1877 von Wilhelm Remler gebaut.